# Тарамов, Руслан Ихванович
Русла́н Ихва́нович Тара́мов (род. 13 июля 1965, Грозный) — советский боксёр второй средней весовой категории, выступал за сборную СССР в 80-е годы. Трёхкратный чемпион СССР, победитель Игр Доброй воли, бронзовый призёр чемпионата Европы, обладатель Кубка Советского Союза, участник летних Олимпийских игр 1988 года в Сеуле. На соревнованиях представлял спортивное общество «Динамо», мастер спорта СССР международного класса.

## Биография
Руслан Тарамов родился 13 июля 1965 года в Грозном. В детстве занимался борьбой, но в 15 лет решил посвятить себя боксу. По собственному признанию, на этот шаг его подтолкнул увиденный по телевизору бой между Виктором Савченко и Хосе Гомесом на Олимпийских играх в Москве. Тренировался в боксёрском зале стадиона «Динамо» под руководством заслуженного тренера РСФСР Владимира Моребиса. В 1983 году начал выступать на всесоюзных соревнованиях, где часто добивался хорошего результата. В 1985 году во втором среднем весе стал чемпионом СССР. В следующем году победил на Играх Доброй воли в Москве (где также стал обладателем приза «Лучшему боксёру Игр Доброй воли»), на IX Спартакиаде народов СССР, стал обладателем Кубка Советского Союза. Ему было присвоено звание мастера спорта СССР международного класса. Из-за травмы руки он был вынужден пропустить чемпионат мира 1985 года в США.
В 1987 году участвовал в состязаниях чемпионата Европы в Турине (Италия). Дошёл до стадии полуфиналов, где проиграл титулованному немцу Генри Маске. В сезоне 1988 года вновь выиграл национальный чемпионат, одолев в финале будущего чемпиона мира Андрея Курнявку, и, благодаря череде удачных выступлений, удостоился права защищать честь страны на летних Олимпийских играх 1988 года в Сеуле. Планировал побороться за олимпийскую медаль, но уже во втором бою на турнире потерпел поражение от сильного немца Свена Оттке.
После этой неудачи, Тарамов принял решение завершить карьеру на любительском ринге и перешёл в профессионалы, сменив весовую категорию с второй средней сразу на тяжёлую.
Первые бои на профессиональном уровне проводил в 1990 году в Японии, победил нокаутом нескольких крепких боксёров, завоевал титул чемпиона Японии среди профессионалов в категории до 91 кг. Потом пробовал силы в Германии, но из-за плохого менеджмента не смог поучаствовать в боях с сильнейшими соперниками, оставив ринг в конце 1992 года.
Долгое время работал детским тренером в Тольятти. В 2006 году вернулся в Грозный.
Сейчас работает на административной должности в Федерации бокса Чеченской республики.

## Спортивные результаты
- Чемпионат СССР по боксу 1985 года — ;
- Чемпионат СССР по боксу 1986 года — ;
- Кубок СССР по боксу 1986 года — ;
- Бокс на летней Спартакиаде народов СССР 1986 года — ;
- Чемпионат СССР по боксу 1988 года — ;
- Победитель Динамиады соцстран 1987 года, г. Пхеньян,
- Чемпион СССР 1984 года среди молодежи, г. Каунас;
- Чемпион Японии среди профессионалов[источник не указан 2179 дней];
- Восемь раз участвовал в матчевых встречах СССР — США (победил Дарина Аллена — 2:1, Говонера Чаверса — 3:0, Майкла Бизли — 3:0, проиграл Дарину Аллену — 1:2);
- На профессиональном ринге провел 8 боев, во всех победил, из них 5 нокаутом.

## Статистика профессиональных боёв
В таблице перечислены результаты всех поединков боксёров.
В каждой строке указан результат поединка. Дополнительно номер поединка обозначен цветом, который обозначает итог поединка. Расшифровка обозначений и цветов представлена в нижеследующей таблице.
| Пример | Расшифровка                     |
| ------ | ------------------------------- |
|        | Победа                          |
|        | Ничья                           |
|        | Поражение                       |
|        | Планируемый поединок            |
|        | Поединок признан несостоявшимся |
| КО     | Нокаут                          |
| ТКО    | Технический нокаут              |
| PTS    | Решение судей (по очкам)        |
| UD     | Единогласное решение судей      |
| MD     | Решение большинства судей       |
| SD     | Раздельное решение судей        |
| RTD    | Отказ от продолжения боя        |
| DQ     | Дисквалификация                 |
| NC     | Поединок признан несостоявшимся |

| 8 поединков, 8 побед (5 нокаутом) | 8 поединков, 8 побед (5 нокаутом) | 8 поединков, 8 побед (5 нокаутом) | 8 поединков, 8 побед (5 нокаутом) | 8 поединков, 8 побед (5 нокаутом) | 8 поединков, 8 побед (5 нокаутом) | 8 поединков, 8 побед (5 нокаутом) | 8 поединков, 8 побед (5 нокаутом) |
| Бой                               | Рекорд                            | Дата боя                          | Соперник                          | Место проведения боя              | Раундов, время                    | Дополнительно                     |                                   |
| --------------------------------- | --------------------------------- | --------------------------------- | --------------------------------- | --------------------------------- | --------------------------------- | --------------------------------- | --------------------------------- |
| 8                                 | 8-0                               | 27 июня 1992                      | Золтан Фузеши (1-2)               | Галле, Германия                   | PTS (8)                           |                                   |                                   |
| 7                                 | 7-0                               | 25 апреля 1992                    | Сергей Дубовенков (0-1)           | Берлин, Германия                  | PTS (8)                           |                                   |                                   |
| 6                                 | 6-0                               | 16 марта 1991                     | Дэйв Расселл (18-5-3)             | Токио, Япония                     | PTS (10)                          |                                   |                                   |
| 5                                 | 5-0                               | 20 декабря 1990                   | Нам Син Хён (дебют)               | Коракуэн, Токио, Япония           | KO 1 (10)                         |                                   |                                   |
| 4                                 | 4-0                               | 29 октября 1990                   | Терри Вернерс (7-12-2)            | Коракуэн, Токио, Япония           | KO 5 (8)                          |                                   |                                   |
| 3                                 | 3-0                               | 20 августа 1990                   | Ладислао Миянгос (21-11)          | Токио, Япония                     | KO 8 (?)                          |                                   |                                   |
| 2                                 | 2-0                               | 12 апреля 1990                    | Леланд Харди (4-3-1)              | Коракуэн, Токио, Япония           | TKO 4 (6)                         |                                   |                                   |
| 1                                 | 1-0                               | 1 февраля 1990                    | Джонни Фимстер (дебют)            | Рёгоку Кокугикан, Токио, Япония   | KO 1 (6)                          |                                   |                                   |